# Каликіно (Александровський район)
Ка́ликіно (рос. Каликино) — село у складі Александровського району Оренбурзької області, Росія.

## Населення
Населення — 561 особа (2010; 778 у 2002).
Національний склад (станом на 2002 рік):
- росіяни — 90 %